# Red Location Museum
Le Red Location Museum est un ancien musée situé à New Brighton, un township de la banlieue de Port Elizabeth en Afrique du Sud.
Le musée fut ouvert le 10 novembre 2006, afin de retracer notamment l'histoire locale sous l'apartheid, avant de clore ses portes le 18 octobre 2013, à la suite de violences dans le bidonville.
De nombreux dirigeants anti-apartheid sont nés ou ont vécu dans la région, connue pour la campagne de défiance de 1952, ainsi que pour la formation des premières cellules d'Umkhonto we Sizwe (l'aile militaire du congrès national africain).

## Étymologie et localisation
Le musée doit son nom aux bâtiments environnants en tôle ondulée rouillée lui donnant une couleur rouge foncé. Ces bâtiments avaient fait partie d'un camp de concentration boer situé à Uitenhage avant d'être affectés à l'un des premiers lieux de banlieue pour les populations noires en dehors de Port Elizabeth centre.
Il est situé à l'angle d'Olof Palme et Singaphi Streets.

## Le musée

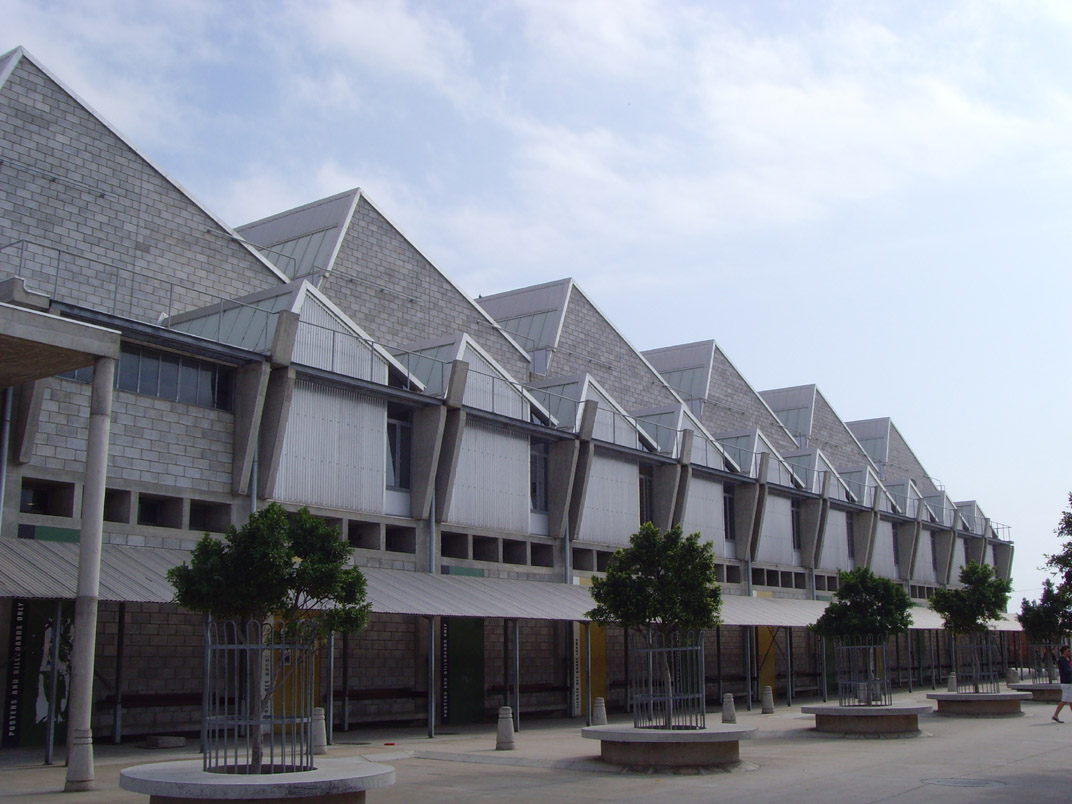
Red Location Museum

### Construction
La construction d'un musée de la « lutte contre l'apartheid » à Port Elizabeth fut attribué en 1998 à l'agence Noero Wolff Architects. Ce projet de musée, qui fut le point culminant de la compétition entre architectes en Afrique du Sud pour définir et construire un lieu de mémoire culturel, a gagné plusieurs prix prestigieux internationaux d'architecture, dont le Prix du RIBA Lubetkin.
Un groupe consultatif de la région supervisa le projet qui a finalement abouti à la construction d'un mémorial, un abri fermé montrant les traces de l'histoire orale. 
Durant la construction, le projet est contesté dans son voisinage : des poubelles ont été déversées et des pneus ont été brûlés sur le chantier.
La dépouille de Govan Mbeki, ancien militant anti-apartheid et père du Président Thabo Mbeki, ainsi que celle de Raymond Mhlaba, autre ancien activiste, devaient y être ré-enterré, dans un mausolée situé dans le musée, mais la municipalité de Nelson Mandela Bay y renonce après le refus du président Mbeki de faire procéder à l'exhumation de son père, enterré au cimetière de New Brighton. La construction de ce mausolée avait été prévue dans le cahier des charges pour l'agence architecturale.
Conçu comme un nouveau type de musée pour les personnes qui avaient historiquement été interdits de visiter ces institutions culturelles, il est situé dans le township qui fut le site éminent de la résistance à l'apartheid, et n'a pas modifié la forme urbaine du quartier qui le reçoit.
Le musée a ouvert en 2006.

### Aménagement du musée
Le Red Location Museum (Musée Lieu-Rouge) sort du rôle traditionnel des musées comme représentant une perspective ni unique ni hégémonique de l'histoire. Au lieu de cela, l'espace du muséum anthropologique contient diverses « boîtes de la mémoire », chacune présentant l'histoire de vie ou de la perspective des personnes ou groupes qui ont lutté contre le régime d'apartheid avec de nombreuses photos de révoltes et massacres.
Le site du Lieu-Rouge est important dans l'histoire de la lutte contre l'apartheid : il fut l'un des sites de la campagne de défiance de 1952, aboutissant aux premières arrestations, et l'un des premiers lieux d'établissement de cellules d'Umkhonto we Sizwe.
Le musée rend hommage à son environnement de diverses façons : Les boîtes de la mémoire imposantes — six mètres de long et de large, douze mètres de haut — sont vêtus de la tôle ondulée à aspect rouillé comme les cabanes environnantes qui donnent son nom Lieu-Rouge (toujours existantes en 2012[réf. incomplète]) du bidonville. La forme générale du musée ressemble à celle d'une usine, comme celles qui concernaient les locaux et les expatriés noirs. C'est une référence pour les syndicats des travailleurs et des troubles sociaux qui ont contribué à mettre fin à l'apartheid et à des négociations entre les parties prenantes.
Outre un espace d'exposition, le musée abrite une galerie d'art, un restaurant et un auditorium.

## Fermeture et réappropriation
À la suite de manifestations et d'émeutes — des vitrines détruites et finalement un gardien mort —, des habitants du secteur se plaignant de l'insalubrité de leurs logements autour du musée, le musée, la bibliothèque et la galerie ont définitivement fermé  leurs portes au public le 18 octobre 2013. Les habitants du quartier avaient toujours été contre la construction d'une enceinte « quartier culturel » depuis sa conception en 1990 par l'ANC, appelant le musée « la maison pour les morts ».
À la suite de sa fermeture, les habitants se sont « réappropriés » des éléments de façade et de structure. Si les fenêtres à l'avant du musée, l'intérieur et le mobilier semblaient a priori intacts en 2016, le musée a été victime de vandalisme (récupération des éléments de second-œuvre : vols de câbles électriques, de prises de courant, de clôtures, de climatiseurs et de palissades). La promesse par ailleurs de rebâtir 288 logements n'a jamais été tenue tandis que les enfants ont envahi l'enceinte du Red Location Museum, maintenant délabré, dont certaines mosaïques sont abîmées et les sols jonchés de gravats et détritus. La réouverture nécessiterait un budget de 21 millions de rands (la construction a coûté 22 millions de rands pour 300 000 rands en frais mensuels de fonctionnement).
Le musée n'a pas rouvert à ce jour .

## Prix
- Prix Lubetkin 2006[3]